# Premi Carme Miquel
El Premi Bancaixa de narrativa juvenil és un premi literari de narrativa per a joves en català organitzat per Edicions Bromera, amb una dotació econòmica el 2016 de 16.000 €, quantitat sufragada per la Fundació Bancaixa. Els premis s'atorguen des de l'any 1996 dins del grup de Premis Literaris Ciutat d'Alzira. A més del premi en metàl·lic, els guardonats reben una escultura al·lusiva a la lectura, obra de l'escultor valencià Manolo Boix.

## Llista de premiats[4]
- 1996: L'amulet egipci, d'Àlan Greus[5]
- 1997: No em pots dir adéu, Jesús Cortés[6]
- 1998: Només la mar ens parlarà d'amor, de Joan Pla[7]
- 1999: Menjaré bollycaos per tu, de Pasqual Alapont[8]
- 2000: Mirant la lluna, de Joaquim G. Caturla
- 2001: Darrere d'una cortina, de Vicent Pardo[9]
- 2002: Daniel i les bruixes salvatges, de Gabriel Janer Manila[10]
- 2003: L'esclau del Mercadal, de Dolors Garcia i Cornellà[11]
- 2004: Els silencis de Marc, de Vicent Borràs[12]
- 2005: Desert
- 2006: La nit que Wendy va aprendre a volar, d'Andreu Martín[13]
- 2007: Els focs de la memòria, de Jordi Sierra i Fabra[14]
- 2008: La llegenda del corsari, de Francesc Gisbert[15]
- 2009: Qui és el de la foto?, de Maria Carme Roca[16]
- 2010: El verí de la cobra, de Josep Lluís Millo Vallés[17]
- 2011: En les mars perdudes, de Raquel Ricart[18]
- 2012: Les ombres del bosc, de Vicent Enric Belda[19]
- 2013: Esperant la lluna plena, de Vicent Sanhermelando[20]
- 2014: Tzoé, d'Isabel-Clara Simó[21]
- 2015: La venjança dels panteres negres, de Gemma Lienas[22]
- 2016: Els colors de l'arc de Sant Martí, de Silvestre Vilaplana[23]
- 2017: El misteri de la casa Folch de Leandro Sagristà.
- 2018: Unitat de Medicina Estrambòtica de Vicent Dasí.
- 2019: Coppelius de Rosa Maria Colom
- 2020: Els adeus del Jaguar de Joanjo Garcia Navarro
- 2021: Something de J.N. i Santaeulàlia [24]
- 2022: Cinturó de sang de Rosa Sanchis i Caudet[25]

### Com Premis Carme Miquel
- 2023: Helena de Jesús Mollà[26]